# Buřinka

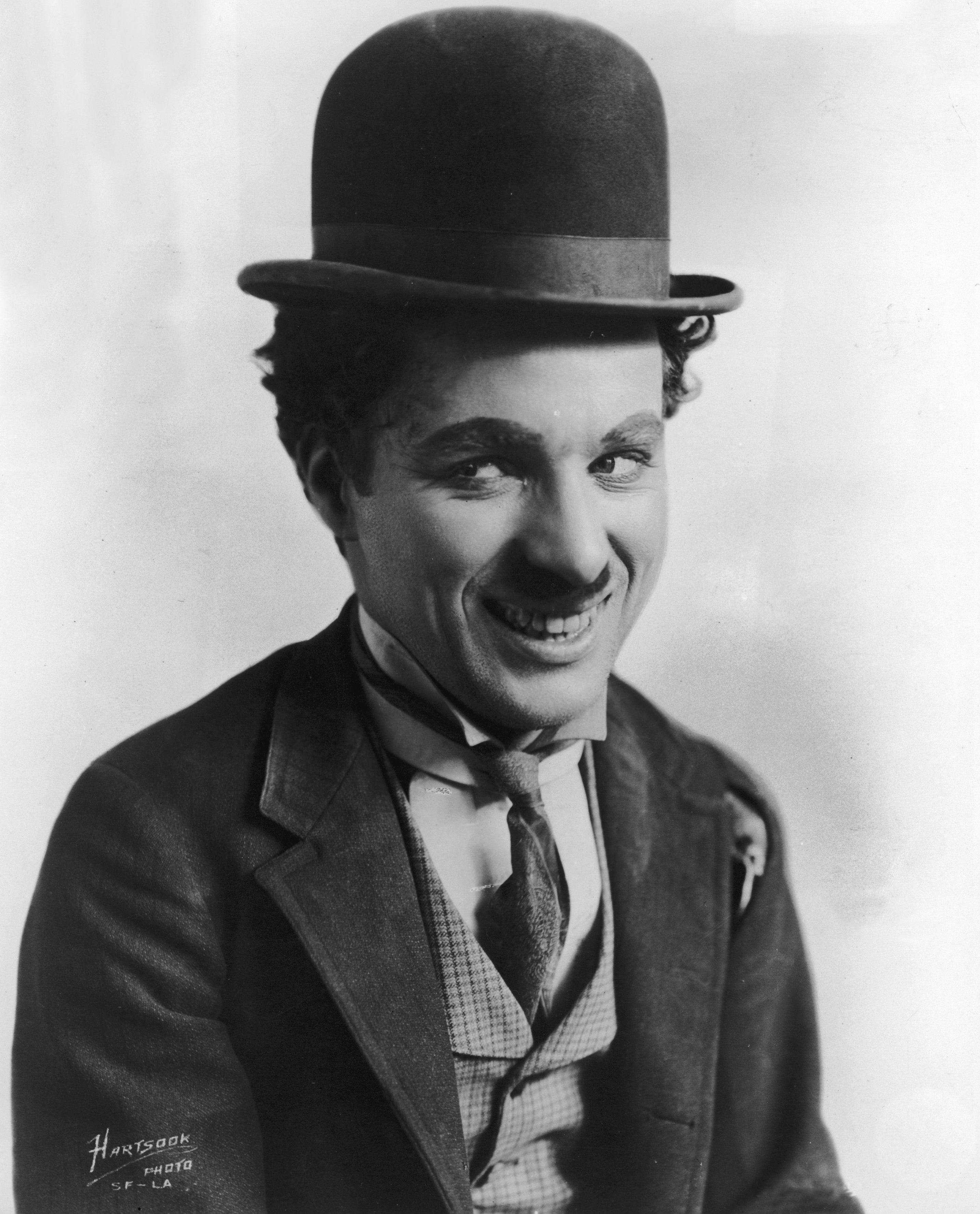
Charlie Chaplin s pověstnou buřinkou na hlavě

Buřinka (též tvrďák či bouřka) je tvrdý plstěný pánský klobouk s okrouhlým vrškem.
Tato klasická pokrývka hlavy spatřila světlo světa v roce 1849, kdy si ji v legendárním londýnském kloboučnictví Lock & Co. Hatters objednal jistý Edward Coke, údajně pro hajné na svém panství, jimž měla chránit hlavy. Malý, tvrdý a oblý klobouk opravdu výborně odolával překážkám. Říká se, že když Edwardu Cokeovi v kloboučnictví ukázali prototyp buřinky, vzal jej před dílnu, položil ho na chodník a šlápl na něj, aby vyzkoušel jeho odolnost. Klobouk tento test vydržel a zákazník si jich několik objednal. Zpočátku se buřince anglicky říkalo „coke” na památku člověka, který se zasloužil o její vznik. Později, poté, co ji v roce 1850 začala vyrábět firma Bowler & Son, získala svůj dnešní název, bowler hat.
Podle amerického spisovatele a novináře Lucia Beebeho to byla právě buřinka zvaná v Americe derby, kdo dobyl americký západ, nikoli kovbojský klobouk či sombrero. Oblíbili si ji totiž jak kovbojové, tak dělníci na železnici, protože jim nepadala snadno z hlavy za silného větru nebo když vystrčili hlavu z okna jedoucího vlaku. Nosili ji jak strážci zákona, tak psanci jako Bat Masterson, Butch Cassidy, Black Bart či Billy the Kid.

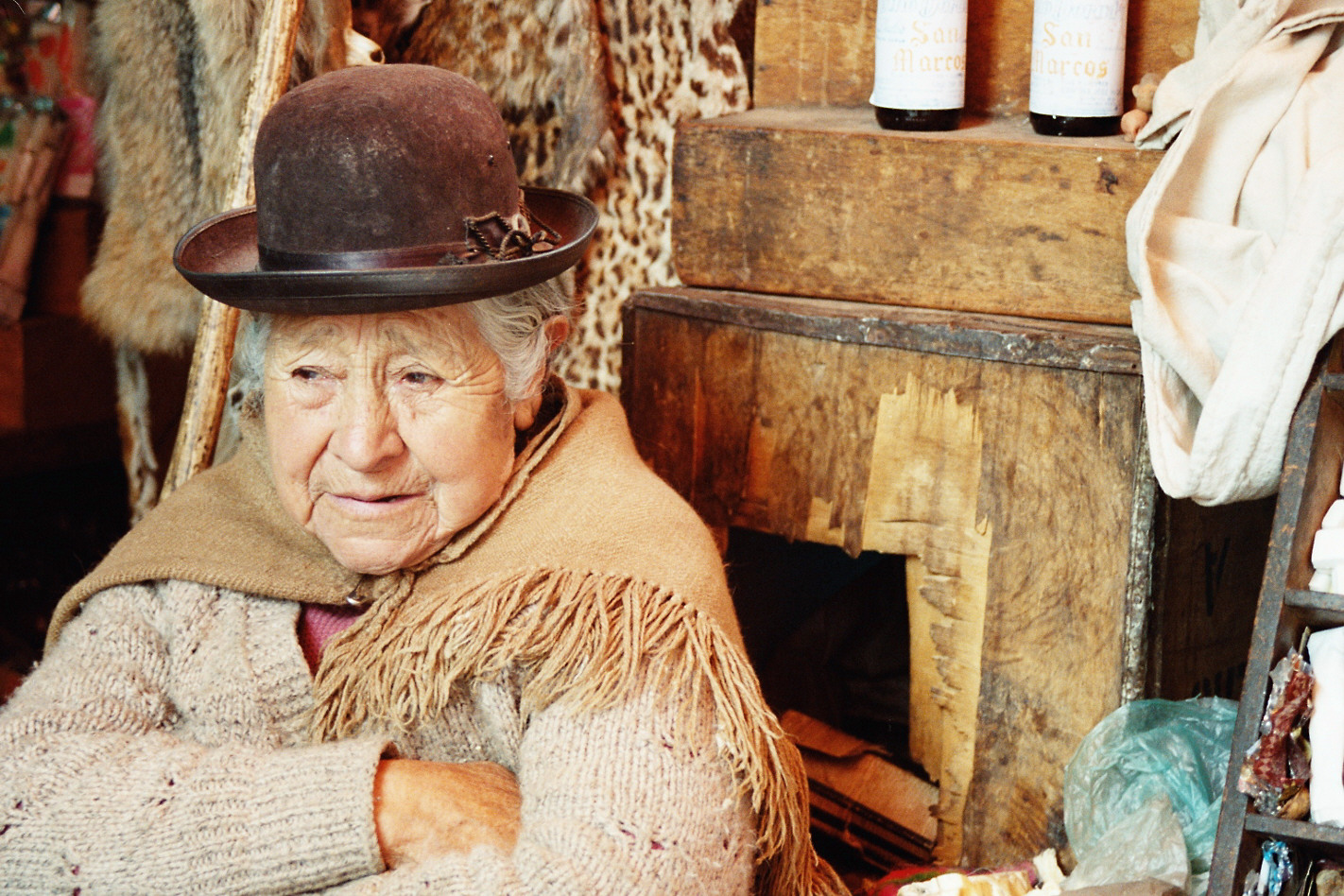
Buřinka je tradiční součástí oděvu kečujských a aymarských žen.

Od 20. let minulého století nosily buřinku, zvanou španělsky bombín, kečujské a aymarské ženy v Bolívii. Do země ji s sebou přinesli britští železniční dělníci.
Až do 60. let 20. století byla tato pokrývka hlavy symbolem londýnských burzovních makléřů a bankéřů. V současnosti ji nosí již jen důstojníci královské gardy jako součást civilního obleku. Na hlavách burzovních makléřů lze dnes buřinku spatřit již jen stěží.

## Významní nositelé
- Stan Laurel a Oliver Hardy, komická dvojice z němých filmů z 20. a 30. let
- Charlie Chaplin, anglický komik
- Winston Churchill, britský politik a ministerský předseda
- Jiří Šlitr, český herec, zpěvák a hudebník, partner Jiřího Suchého
- Henri de Toulouse-Lautrec, francouzský malíř konce 19. století
- Jack White, zpěvák a hudebník z americké skupiny The White Stripes
- Neil Tenant a Chris Lowe z anglické hudební skupiny Pet Shop Boys nosili buřinky při koncertech svého světového turné Performance

### Buřinka v literatuře a filmu
- Hercule Poirot, fiktivní belgický detektív z románů anglické spisovatelky Agathy Christie
- postava Alexe (Malcolm McDowell) z filmu Stanleyho Kubricka Mechanický pomeranč
- postava Oddjoba z bondovky Goldfinger používá buřinku s nabroušeným ostřím jako zbraň
- postavy ze hry Samuela Becketta Čekání na Godota mají v popisu kostýmů uvedeno, že mají na hlavách buřinky
- v Kunderově románu Nesnesitelná lehkost bytí hraje buřinka významnou roli
- kouzelnou buřinku používá Pan Tau, kouzelník ze série stejnojmenných československých filmů a seriálů
- detektivové v seriálu Hříšní lidé města pražského
- Jiří Kulhánek – Noční klub, postava Wries.